# Stolzenberg (Mangfallgebirge)
Der Stolzenberg ist ein 1609 m ü. NHN hoher Berg im Mangfallgebirge in den Bayerischen Voralpen. Der Berg ist als einfache Bergwanderung von der Valeppalm beim Ort Spitzingsee oder von der Diensthütte Ankerstube über die Stolzenalm zu erreichen. Übergang zum Rotkopf.
Anders als die nordwestlich benachbarten weichen, bewaldeten (Rotkopf) oder grasbewachsenen (Roßkopf) Gipfel aus Jura-Mergel ragt der in Ost-West-Richtung verlaufende zerklüftete Gipfelgrat des Stolzenbergs aus Kössener Schichten im Norden in einer dünnen fast senkrecht aufgefalteten, felsigen Schicht aus Oberrät-Riffkalken steil auf.